# Jarl Hulldén
Jarl „Viking“ Hulldén (* 26. Dezember 1885 in Helsinki; † 18. Oktober 1913) war ein finnischer Segler.

## Erfolge
Jarl Hulldén, der Mitglied von Nyländska Jaktklubben war, gewann 1912 in Stockholm bei den Olympischen Spielen in der 12-Meter-Klasse die Bronzemedaille. Er war Crewmitglied der Heatherbell, die in beiden Wettfahrten der Regatta den dritten Platz belegte und damit den Wettbewerb hinter den einzigen beiden Konkurrenten beendete, dem norwegischen Boot Magda IX von Skipper Johan Anker und dem schwedischen Boot Erna Signe von Skipper Nils Persson. Zur Crew der Heatherbell gehörten außerdem Erik Hartvall, Max Alfthan, Sigurd Juslén, Eino Sandelin und John Silén. Skipper war Ernst Krogius.